# جورج ستريكلاند
جورج ستريكلاند (بالإنجليزية: George Strickland)‏ هو لاعب كرة قاعدة أمريكي، ولد في 10 يناير 1926 في نيو أورلينز في الولايات المتحدة، وتوفي بنفس المكان في 21 فبراير 2010.

## وصلات خارجية
- جورج ستريكلاند على موقعبيزبول رفرنس.كوم (الدوري الرئيسي) (الإنجليزية)
- جورج ستريكلاند على موقعبيزبول رفرنس.كوم (الدوري الثانوي) (الإنجليزية)